# Lindås
Gmina Lindås (norw. Lindås kommune) – norweska gmina leżąca w regionie Hordaland. Jej siedzibą jest miasto Isdalstø.
Lindås jest 212. norweską gminą pod względem powierzchni.

## Demografia
Według danych z roku 2005 gminę zamieszkuje 13 043 osób. Gęstość zaludnienia wynosi 27,51 os./km². Pod względem zaludnienia Lindås zajmuje 82. miejsce wśród norweskich gmin.
| ludność stan na 1 stycznia 2005 |         |           |        |
|                                 | kobiety | mężczyźni | razem  |
| osób                            | 6591    | 6452      | 13 043 |
| %                               | 50,53%  | 49,47%    | 100%   |

| wykształcenie stan na 1 października 2004 |        |         |        |        |
|                                           | podst. | średnie | wyższe | niezn. |
| osób                                      | 1854   | 6329    | 1742   | 149    |
| %                                         | 18,4%  | 62,83%  | 17,29% | 1,48%  |

## Edukacja
Według danych z 1 października 2004:
- liczba szkół podstawowych (norw. grunnskolar): 15
- liczba uczniów szkół podst.: 1861

## Władze gminy
Według danych na rok 2011 administratorem gminy (norw. rådmann) jest Øistein E. Søvik, natomiast burmistrzem (norw. ordfører, d. borgermester) jest Astrid Aarhus Byrknes.